# Performancekunst
Performancekunst udføres af kunstneren selv evt. foran et publikum. Værket skal kunne dokumenteres  fx ved video. Betegnelsen kan bruges om alle former for kunst, der involverer et element af optræden, scenekunst. Oftest er det avantgarde eller konceptuel kunst, som er vokset frem af de visuelle kunstarter. 
Fx Hugo Balls Cabaret Voltaire i Schweiz og  hele dadaismen , der kombinerede digte, billeder, optræden og handlinger.
Senere kom situationismen med forbindelse til Asger Jorn og COBRA, og Fluxus som i Danmark er repræsenteret ved Arthur Køpcke, Eric Andersen, Bjørn Nørgaard og Henning Christiansen.
Samuel Becketts sene teaterstykker som Not I, Breath og Rockaby er performancekunst, selv om kunstneren/ forfatteren ikke selv optræder.